# Danh sách chương trình phát sóng của MBC TV
Đây là danh sách các chương trình phát sóng của MBC TV

## Television series

### Monday–Tuesday dramas
Để biết thêm thông tin xin vùi lòng xem bài viết Wikipedia tiếng Hàn Quốc này: 문화방송 월화드라마.
- A Hundred Year Old Guest [ko] (백년손님; 1980)
- Jang Hee-bin [ko] (장희빈; 1981–1982)
- Lee Seung-hoon of the Nam River [ko] (남강 이승훈; 1982)
- Millionaire Princess Kim Gap-soon [ko] (공주갑부 김갑순; 1982)
- Baeksan Ahn Hee-jae [ko] (백산 안희제; 1982)
- Lee Yong-ik [ko] (이용익; 1982)
- King of Trade Choi Bong-joon [ko] (무역왕 최봉준; 1983)
- 25 Hours of Ambition [ko] (야망의 25시; 1983)
- Tomorrow's Sun [ko] (내일은 태양; 1983)
- Deep Rooted Tree [ko] (뿌리깊은 나무; 1983)
- The Ume Tree in the Midst of the Snow [ko] (설중매; 1984)
- The Wind Orchid [ko] (풍란; 1985)
- The Imjin War [ko] (임진왜란; 1985)
- The Hoechun Gate [ko] (회천문; 1986)
- Namhan Mountain Castle [ko] (남한산성; 1986)
- Firebird [ko] (불새; 1987)
- Hooray [ko] (야호; 1987)
- Bucho [ko] (부초; 1987)
- Tomorrow After Tomorrow [ko] (내일 또 내일; 1987)
- The Last Witness [ko] (최후의 증인; 1987)
- Sanha [ko] (산하; 1987)
- A Beautiful Secret Love Affair [ko] (아름다운 밀회; 1987)
- Forbidden Land [ko] (갈 수 없는 나라; 1987)
- A Retired Front [ko] (퇴역전선; 1987)
- Temptation [ko] (유혹; 1987)
- A Life Story [ko] (인생화보; 1987)
- My Daughter [ko] (딸아; 1987)
- Teacher, Our Teacher [ko] (선생님 우리 선생님; 1988)
- People of Wonmi-dong [ko] (원미동 사람들; 1988)
- We Don't Know That Either [ko] (그것은 우리도 모른다; 1988)
- The Street Musician [ko] (거리의 악사; 1988)
- Human Market [ko] (인간시장; 1988)
- If Tomorrow Comes [ko] (내일이 오면; 1988)
- The Last Idol [ko] (마지막 우상; 1988)
- Supreme Prosecutors' Office [ko] (대검자; 1988)
- Sandcastle [ko] (모래성; 1988)
- Our Town [ko] (우리 읍내; 1988)
- A Bad Year For The City [ko] (도시의 흉년; 1988)
- Winter Mist [ko] (겨울 안개; 1989)
- Bird Migration [ko] (철새; 1989)
- For the Emperor [ko] (황제를 위하여; 1989)
- A Restless Tree [ko] (잠들지 않는 나무; 1989)
- Butterfly, Let's Go Settle [ko] (나비야 청산가자; 1989)
- Wound [ko] (상처; 1989)
- The Fifth Row [ko] (제5열; 1989)
- The Great Battle [ko] (대도전; 1989)
- An Angel’s Choice [ko] (천사의 선택; 1989)
- Armband [ko] (완장; 1989)
- Giant [ko] (거인; 1989)
- The House with a Deep Yard [ko] (마당 깊은 집; 1990)
- What Women Want [ko] (여자는 무엇으로 사는가; 1990)
- A Perfect Love [ko] (완전한 사랑; 1990)
- Ddombanggakha [ko] (똠방각하; 1990)
- Dark Sky, Dark Bird [ko] (어둔 하늘 어둔 새; 1990)
- The Dancing Gayageum [ko] (춤추는 가얏고; 1990)
- Fun World [ko] (재미있는 세상; 1990)
- Winter Story [ko] (겨울 이야기; 1991)
- Palace [ko] (고궁; 1991)
- The Beginning of a Farewell [ko] (이별의 시작; 1991)
- Rosy Life [ko] (장미빛 인생; 1991)
- Happy Language Dictionary [ko] (행복어사전; 1991)
- My Heart is a Lake [ko] (내 마음은 호수; 1991)
- Dongui Bogam [ko] (동의보감; 1991)
- A Promise [ko] (약속; 1992)
- Haengchon Apartments [ko] (행촌 아파트; 1992)
- Kingdom of Wrath [ko] (분노의 왕국; 1992)
- Jealousy [ko] (질투; 1992)
- 4 Days Love [ko] (4일 간의 사랑; 1992)
- Two Women [ko] (두 여자; 1992)
- The Sun Shines Out the Window [ko] (창밖에는 태양이 빛났다; 1992)
- Wind in the Grass [ko] (억새 바람; 1992)
- Walking all the way to heaven [ko] (걸어서 하늘까; 1993)
- Way of Love [ko] (사랑의 방식; 1993)
- Mountain Wind [ko] (산바람; 1993)
- I Am Not An Angel [ko] (나는 천사가 아니다; 1993)
- Iljimae [ko] (일지매; 1993)
- Pilot [ko] (파일럿; 1993)
- Woman's Man [ko] (여자의 남자; 1993)
- The Last Match (마지막 승부; 1994)
- Majso [ko] (맞수; 1994)
- Bird, Bird, Blue Bird [ko] (새야 새야 파랑새야; 1994)
- Adam's City [ko] (아담의 도시; 1994)
- Love in Your Bosom [ko] (사랑을 그대 품안에; 1994)
- M [ko] (M; 1994)
- Challenge [ko] (도전; 1994)
- Last Lover [ko] (마지막 연인; 1994)
- Giant's Hand [ko] (거인의 손; 1994)
- Song of a Blind Bird [ko] (눈먼 새의 노래; 1994)
- Koreiski [ko] (까레이스키; 1994)
- Hotel [ko] (호텔; 1995)
- Do You Remember Love? [ko] (사랑을 기억하세요; 1995)
- TV City [ko] (TV시티; 1995)
- Spider [ko] (거미; 1995)
- Woman [ko] (여; 1995)
- Basics of Love [ko] (연애의 기초; 1995)
- Star [ko] (별; 1996)
- Their Embrace [ko] (그들의 포옹; 1996)
- 1.5 [ko] (1.5; 1996)
- Sickle [ko] (낫; 1996)
- Icing [ko] (아이싱; 1996)
- Lover [ko] (애인; 1996)
- Splendid Holiday [ko] (화려한 휴가; 1996)
- The Most Beautiful Goodbye in the World [ko] (세상에서 가장 아름다운 이별; 1996)
- Seven Spoons [ko] (일곱개의 숟가락; 1996)
- Golden Feather [ko] (황금 깃털; 1997)
- Medical Brothers [ko] (의가형제; 1997)
- Star in My Heart (별은 내가슴에; 1997)
- Fireworks [ko] (불꽃; 1997)
- Springtime [ko] (청춘; 1999)
- The Boss [ko] (왕초; 1999)
- Last War [ko] (마지막 전쟁; 1999)
- Kook Hee [ko] (국희; 1999)
- Hur Jun (허준; 1999-2000)
- Some Like It Hot [ko] (뜨거운 것이 좋아; 2000)
- Housewife's Rebellion [ko] (아줌마; 2000-2001)
- Hong Guk Young [ko] (홍국영; 2001)
- Sun Hee and Jin Hee [ko] (선희진희; 2001)
- Sangdo [ko] (상도; 2001-2002)
- Man in Crisis [ko] (위기의 남자; 2002)
- Confession [ko] (고백; 2002)
- My Love Patzzi (내 사랑 팥쥐; 2002)
- Inspector Park Mun-su [ko] (어사 박문수; 2002-2003)
- Love Letter (러브레터; 2003)
- The Bean Chaff of My Life [ko] (내 인생의 콩깍지; 2003)
- Rooftop Room Cat (옥탑방 고양이; 2003)
- Damo (다모; 2003)
- Dae Jang Geum (대장금; 2003)
- Phoenix (불새; 2004)
- The Age of Heroes [ko] (영웅시대; 2004-2005)
- Wonderful Life (원더풀 라이프; 2005)
- Smile of Spring Day [ko] (봄날의 미소; 2005)
- Next [ko] (환생-넥스트; 2005)
- Lawyers (변호사들; 2005)
- The Secret Lovers (비밀남녀; 2005)
- Sweet Spy (달콤한 스파이; 2005-2006)
- Wolf [ko] (늑대; 2006)
- Special of my Life [ko] (내 인생의 스페셜; 2006)
- Which Star Are You From (넌 어느 별에서 왔니; 2006)
- Jumong (주몽; 2007)
- H.I.T (히트; 2007)
- Good Wife [ko] (신 현모양처; 2007)
- The 1st Shop of Coffee Prince (커피프린스 1호점; 2007)
- Legend of Hyang Dan (향단전; 2007)
- Yi San (이산; 2007-2008)
- Night is Night [ko] (밤이면 밤마다; 2008)
- East of Eden (에덴의 동쪽; 2008-2009)
- Queen of Housewives (내조의 여왕; 2009)
- Queen Seondeok (선덕여왕; 2009)
- Pasta (파스타; 2010)
- Dong Yi (동이; 2010)
- Queen of Reversals (역전의 여왕; 2010)
- The Duo (짝패; 2011)
- Miss Ripley (굿바이 미스 리플리; 2011)
- Gyebaek (계백; 2011)
- Lights and Shadows (빛과 그림자; 2011-2012)
- Golden Time (골든타임; 2012)
- The King's Doctor (마의; 2012-2013)
- Gu Family Book (구가의서; 2013)
- Goddess of Fire (불의 여신 정이; 2013)
- Empress Ki (기황후; 2013-2014)
- Triangle (트라이앵글; 2014)
- The Night Watchman's Journal (야경꾼 일지; 2014)
- Pride and Prejudice (오만과 편견; 2014)
- Shine or Go Crazy (빛나거나 미치거나; 2015)
- Splendid Politics (화정; 2015)
- Glamorous Temptation (화려한 유혹; 2015-2016)
- Monster (몬스터; 2016)
- Woman with a Suitcase (캐리어를 끄는 여자; 2016)
- Night Light (불야성; 2016-2017)
- The Rebel (역적: 백성을 훔친 도적; 2017)
- The Guardians (파수꾼, 2017)
- The King in Love (왕은 사랑한다, 2017)
- 20th Century Boy and Girl (20세기 소년소녀; 2017)
- Two Cops (투깝스; 2017-2018)
- The Great Seducer (위대한 유혹자; 2018)
- You Drive Me Crazy (미치겠다, 너땜에!; 2018)
- Partners for Justice (검법남녀; 2018)
- Risky Romance (사생결단 로맨스; 2018)
- Bad Papa (배드파파; 2018)
- Less Than Evil (나쁜 형사; 2018-2019)
- Item (아이템; 2019)
- Special Labor Inspector Jo (특별근로감독관 조장풍; 2019)
- Partners for Justice 2 (검법남녀 2; 2019)
- Welcome 2 Life (어차피 두번 사는 인생; 2019)
- 365: Repeat the Year (365: 운명을 거스르는 1년; 2020)
- Dinner Mate (저녁 같이 드실래요?; 2020)
- Lonely Enough To Love [ko] (연애는 귀찮지만 외로운 건 싫어!; 2020)
- Kairos (카이로스; 2020)

### Wednesday–Thursday mini-series
Để biết thêm thông tin xin vùi lòng xem bài viết Wikipedia tiếng Hàn Quốc này: 문화방송 수목 미니시리즈.
- Eyes of Dawn (여명의 눈동자; 1991-1992)
- Did We Really Love? (우리가 정말 사랑했을까; 1999)
- Goodbye My Love (안녕 내사랑; 1999)
- Into the Sunlight [ko] (햇빛속으로; 1999)
- Truth [ko] (진실; 2000)
- Bad Boys [ko] (나쁜 친구들; 2000)
- All About Eve (이브의 모든 것; 2000)
- Mr. Duke (신귀공자; 2000)
- Secret (비밀; 2000)
- Golden Era [ko] (황금시대; 2000-2001)
- Delicious Proposal (맛있는 청혼; 2001)
- Hotelier (호텔리어; 2001)
- Four Sisters (네 자매 이야기; 2001)
- Sweet Bear [ko] (반달곰 내사랑; 2001)
- Man of Autumn [ko] (가을에 만난 남자; 2001)
- Picnic [ko] (소풍; 2001)
- Sunshine [ko] (그햇살이 나에게; 2002)
- Gift [ko] (선물; 2002)
- Romance (로망스; 2002)
- Ruler of Your Own World (네 멋대로 해라; 2002)
- Remember [ko] (리멤버; 2002)
- Trio (삼총사; 2002-2003)
- Snowman [ko] (눈사람; 2003)
- Country Princess [ko] (위풍당당 그녀; 2003)
- Scent of a Man [ko] (남자의 향기; 2003)
- Women Next Door [ko] (앞집 여자; 2003)
- Good Person [ko] (좋은 사람; 2003)
- Breathless [ko] (나는 달린다; 2003)
- Desert Spring [ko] (사막의 샘; 2003)
- Argon [ko] (아르곤; 2003)
- Match Made in Heaven [ko] (천생연분; 2004)
- Say You Love Me [ko] (사랑한다 말해줘; 2004)
- The Woman Who Wants to Marry [ko] (결혼하고 싶은 여자; 2004)
- First Love of a Royal Prince (황태자의 첫사랑; 2004)
- Ireland (아일랜드; 2004)
- Tropical Nights in December [ko] (12월의 열대야; 2004)
- Sad Love Story (슬픈연가; 2005)
- Super Rookie (신입사원; 2005)
- My Lovely Sam Soon (내 이름은 김삼순; 2005)
- Our Attitude to Prepare Parting [ko] (이별에 대처하는 우리의 자세; 2005)
- Autumn Shower (가을 소나기; 2005)
- Young Jae Golden Days [ko] (영재의 전성시대; 2005-2006)
- Princess Hours (궁; 2006)
- Dr. Kkang (닥터 깽; 2006)
- One Fine Day (어느 멋진 날; 2006)
- Over the Rainbow (오버 더 레인보우; 2006)
- What's Up Fox (여우야 뭐하니; 2006)
- 90 Days, Time to Love (90일, 사랑할 시간; 2006-2007)
- Prince Hours (궁S; 2007)
- Thank You (고맙습니다; 2007)
- Merry Mary (메리대구 공방전; 2007)
- Ground Zero [ko] (그라운드 제로; 2007)
- Time Between Dog and Wolf (개와 늑대의 시간; 2007)
- The Legend (태왕사신기; 2007)
- New Heart (뉴하트; 2007-2008)
- Who Are You? (누구세요?; 2008)
- Our Happy Ending [ko] (우리들의 해피엔딩; 2008)
- Spotlight (스포트라이트; 2008)
- The Lawyers of the Korea [ko] (대한민국 변호사; 2008)
- Beethoven Virus (베토벤 바이러스; 2008)
- General Hospital 2 [ko] (종합병원 2; 2008-2009)
- The Return of Iljimae (돌아온 일지매; 2009)
- Cinderella Man (신데렐라 맨; 2009)
- Triple (트리플; 2009)
- Soul (혼; 2009)
- Heading to the Ground (맨땅에 헤딩; 2009)
- Hero (히어로; 2009-2010)
- The Woman Who Still Wants to Marry (아직도 결혼하고 싶은 여자; 2010)
- Personal Taste (개인의 취향; 2010)
- I Live Without Incident [ko] (나는 별일없이 산다; 2010)
- Running [ko] (런닝, 구; 2010)
- Road No. 1 (로드 넘버원; 2010)
- Playful Kiss (장난스런 키스; 2010)
- Home Sweet Home (즐거운 나의 집; 2010)
- My Princess (마이 프린세스; 2011)
- Royal Family (로열 패밀리; 2011)
- The Greatest Love (최고의 사랑; 2011)
- Heartstrings (넌 내게 반했어; 2011)
- Can't Lose (지고는 못살아; 2011)
- Me Too, Flower! (나도 꽃; 2011)
- Moon Embracing the Sun (해를 품은 달; 2012)
- The King 2 Hearts (더킹 투하츠; 2012)
- I Do, I Do (아이두 아이두; 2012)
- Arang and the Magistrate (아랑사또전; 2012)
- Missing You (보고싶다; 2012-2013)
- 7th Grade Civil Servant (7급 공무원; 2013)
- When a Man Falls in Love (남자가 사랑할 때; 2013)
- The Queen's Classroom (여왕의 교실; 2013)
- Two Weeks (투윅스; 2013)
- Medical Top Team (메디컬탑팀; 2013)
- Miss Korea (미스코리아; 2013-2014)
- Cunning Single Lady (앙큼한 돌싱녀; 2014)
- A New Leaf (개과천선; 2014)
- Fated to Love You (운명처럼 널 사랑해; 2014)
- My Spring Days (내 생애 봄날; 2014)
- Mr. Back (미스터 백; 2014)
- Kill Me, Heal Me (킬미,힐미; 2015)
- Angry Mom (앵그리맘; 2015)
- Warm and Cozy (맨도롱 또똣; 2015)
- Scholar Who Walks The Night (밤을 걷는 선비; 2015)
- She Was Pretty (그녀는 예뻤다; 2015)
- Sweet, Savage Family (달콤한 패밀리; 2015-2016)
- One More Happy Ending (한번 더 해피엔딩; 2016)
- Goodbye Mr. Black (굿바이 미스터 블랙; 2016)
- Lucky Romance (운빨로맨스; 2016)
- W (더블유; 2016)
- Shopaholic Louis (쇼핑왕 루이; 2016)
- Weightlifting Fairy Kim Bok-Joo (역도요정 김복주; 2016-2017)
- Missing 9 (미씽나인; 2017)
- Radiant Office (자체발광 오피스; 2017)
- The Emperor: Owner of the Mask (군주-가면의 주인; 2017)
- Man Who Dies to Live (죽어야 사는 남자; 2017)
- Hospital Ship (병원선; 2017)
- I'm Not a Robot (로봇이 아니야; 2017-2018)
- Hold Me Tight (손 꼭 잡고, 지는 석양을 바라보자; 2018)
- Come and Hug Me (이리와 안아줘; 2018)
- The Time (시간; 2018)
- My Secret Terrius (내 뒤에 테리우스; 2018)
- Children of Nobody (붉은 달 푸른 해; 2018-2019)
- Spring Turns to Spring (봄이 오나 봄; 2019)
- The Banker (더 뱅커; 2019)
- One Spring Night (봄밤; 2019)
- Rookie Historian Goo Hae-ryung (신입사관 구해령; 2019)
- Extraordinary You (어쩌다 발견한 7월; 2019)
- Love with Flaws (하자있는 인간들; 2019–2020)
- The Game: Towards Zero (더 게임:0시를 향하여; 2020)
- Find Me in Your Memory (그 남자의 기억법; 2020)
- Kkondae Intern (꼰대인턴; 2020)
- She Knows Everything [ko] (미쓰리는 알고 있다; 2020)
- Chip In [ko] (십시일반; 2020)
- When I Was Most Beautiful (내가 가장 예뻤을때; 2020)
- The Spies Who Loved Me (나를 사랑한 스파이; 2020)

### Dramas thứ sáu-thứ bảy
- Wuri's Family (우리집; 2001-2002)
- Friends (프렌즈; 2002)
- Star's Echo (별의 소리; 2004)

### thứ sáu dramas
- SF8 (에스 에프 에잇; 2020)

### Dramas thứ bảy-chu nhật

#### Dramas chủ nhật
Để biết thêm thông tin xin vùi lòng xem bài viết Wikipedia tiếng Hàn Quốc này: 문화방송 주말연속극.
- Mom and Sister (엄마야 누나야; 2000-2001)
- Beating Heart (떨리는 가슴; 2005)
- Recipe of Love [ko] (사랑찬가; 2005)
- Let's Get Married [ko] (결혼합시다; 2005-2006)
- Love Truly (진짜진짜 좋아해; 2006)
- My Beloved Sister (누나; 2006-2007)
- Moon-hee [ko] (문희; 2007)
- Kimcheed Radish Cubes (깍두기; 2007-2008)
- Woman of Matchless Beauty, Park Jung-geum (천하일색 박정금; 2008)
- My Life's Golden Age [ko] (내 인생의 황금기; 2008-2009)
- Good Job, Good Job (잘했군 잘했어; 2009)
- Tamra, the Island (탐나는 도다; 2009)
- Creating Destiny (인연 만들기; 2009-2010)
- Dandelion Family (민들레 가족; 2010)
- Gloria (글로리아; 2010-2011)
- Twinkle Twinkle (반짝반짝 빛나는; 2011)
- A Thousand Kisses (천번의 입맞춤; 2011-2012)
- God of War (무신; 2012)
- Sons [ko] (아들 녀석들; 2012-2013)
- Pots of Gold (금 나와라, 뚝딱!; 2013)
- Give Love Away (사랑해서 남주나; 2013-2014)
- Jang Bo-ri is Here! (왔다! 장보리; 2014)
- Rosy Lovers (장미빛 연인들; 2014-2015)
- Make a Woman Cry (여자를 울려; 2015)
- My Mom [ko] (엄마; 2015-2016)
- Happy Home (가화만사성; 2016)
- Blow Breeze (불어라 미풍아; 2016-2017)
- You Are Too Much (당신은 너무합니다; 2017)
- Man in the Kitchen (밥상 차리는 남자; 2017-2018)
- The Rich Son (부잣집 아들; 2018)
- My Healing Love (내사랑 치유기; 2018-2019)

#### Dramas đặc biệt cuối tuần
Để biết thêm thông tin xin vùi lòng xem bài viết Wikipedia tiếng Hàn Quốc này: 문화방송 주말 특별기획 드라마.
- 5th Republic (제5공화국; 2005)
- Shin Don [ko] (신돈; 2005-2006)
- Fireworks (불꽃놀이; 2006)
- Looking for Dorothy [ko] (도로시를 찾아라; 2006)
- Couple or Trouble (환상의 커플; 2006)
- White Tower (하얀 거탑; 2007)
- Que Sera, Sera (케세라, 세라; 2007)
- Air City (에어시티; 2007)
- Two Outs in the Ninth Inning (9회말 2아웃; 2007)
- The Last Scandal of My Life (마지막 스캔들; 2008)
- La Dolce Vita (달콤한 인생; 2008)
- Friend, Our Legend (친구, 우리들의 전설; 2009)
- Assorted Gems (보석비빔밥; 2009-2010)
- A Man Called God (신이라 불리운 사나이; 2010)
- Kim Su-ro, The Iron King (김수로; 2010)
- Flames of Desire (욕망의 불꽃; 2010-2011)
- Can You Hear My Heart (내 마음이 들리니; 2011)
- Hooray for Love (애정만만세; 2011-2012)
- Feast of the Gods (신들의 만찬; 2012)
- Dr. Jin (닥터 진; 2012)
- May Queen (메이퀸; 2012)
- A Hundred Year Legacy (백년의 유산; 2013)
- Scandal: A Shocking and Wrongful Incident (스캔들: 매우 충격적이고 부도덕한 사건; 2013)
- Golden Rainbow (황금 무지개; 2013-2014)
- Hotel King (호텔킹; 2014)
- Mama (마마 – 세상 무서울 게 없는; 2014)
- Legendary Witches (전설의 마녀; 2014)
- Queen's Flower (여왕의 꽃; 2015)
- My Daughter, Geum Sa-wol (내 딸, 금사월; 2015-2016)
- Marriage Contract (결혼계약; 2016)
- The Flower in Prison (옥중화; 2016)
- Father, I'll Take Care of You (아버님 제가 모실게요; 2016-2017)
- Bad Thief, Good Thief (도둑놈, 도둑님; 2017)
- Money Flower (돈꽃; 2017-2018)
- My Contracted Husband, Mr. Oh (데릴남편 오작두; 2018)
- Goodbye to Goodbye (이별이 떠났다; 2018)
- Hide and Seek (숨바꼭질; 2018)
- A Pledge to God (신과의 약속; 2018-2019)
- Love in Sadness (슬플 때 사랑한다; 2019)
- Different Dreams (이몽; 2019)
- The Golden Garden (황금정원; 2019)
- Never Twice (두 번은 없다, 2019-2020)

### Dramas sàng Chủ Nhật
Để biết thêm thông tin xin vùi lòng xem bài viết Wikipedia tiếng Hàn Quốc này: 문화방송 일요아침드라마.
- Under The Same Roof [ko] (한지붕 세가족; 1986–1994)
- Partner [ko] (짝; 1994–1998)
- All I know is Love [ko] (사랑밖엔 난 몰라; 1998–2000)
- Say It with Your Eyes (눈으로 말해요; 2000–2001)
- How Should I be? [ko] (어쩌면 좋아; 2001–2002)
- Love Rollercoaster [ko] (사랑을 예약하세요; 2002)
- Good News [ko] (기쁜 소식; 2003)
- 1% of Anything (1%의 어떤 것; 2003)
- People of the Water Flower Village [ko] (물꽃마을 사람들; 2004)
- Sweet Buns (단팥빵; 2004–2005)

### Dramas hàng ngày

#### Opera buổi sáng

##### Thứ hai - thứ bảy 09:00
- Sisters of the Sea (자매바다; 2005-2006)
- End of Love (이제 사랑은 끝났다; 2006) (changed timeslot to 07:50 on ngày 1 tháng 5 năm 2006)

##### Thứ hai-thứ sáu 07:50
- End of Love (이제 사랑은 끝났다; 2006)
- Love Me When You Can (있을때 잘해!!; 2006-2007)
- By My Side (내 곁에 있어!; 2007)
- Even So Love (그래도 좋아!; 2007-2008)
- Don't Go Away (흔들리지마; 2008)
- White Lies (하얀 거짓말; 2008-2009)
- I Can't Stop (멈출 수 없어; 2009-2010)
- Pink Lipstick (분홍 립스틱; 2010)
- The Scarlet Letter (주홍글씨; 2010-2011)
- You're So Pretty (당신 참 예쁘다; 2011)
- Dangerous Women (위험한 여자; 2011-2012)
- An Angel's Choice (천사의 선택; 2012)
- It Was Love (사랑했나봐; 2012-2013)
- Good For You (잘났어 정말; 2013)
- Hold My Hand (내 손을 잡아; 2013-2014)
- Everybody, Kimchi! (모두 다 김치; 2014)
- Stormy Woman (폭풍의 여자; 2014-2015)
- Love of Eve (이브의 사랑; 2015)
- Victory For Tomorrow (내일도 승리; 2015-2016)
- Good Person (좋은 사람; 2016)
- Always Spring (언제나 봄날; 2016-2017)
- Teacher Oh Soon-nam (훈장 오순남; 2017)
- Reverse (역류; 2017-2018)
- Everybody Say Kungdari (모두 다 쿵따리; 2019)
- Bad Love (나쁜 사랑; 2019–2020)

#### Sitcoms hàng ngày

##### Thứ hai-thứ sáu 19:45
- Nonstop (논스톱; 2000-2005)

##### Thứ hai-thứ sáu 20:20
- High Kick! (거침없이 하이킥; 2006-2007)
- Kimchi Cheese Smile (김치 치즈 스마일; 2007-2008)
- Elephant (코끼리; 2008) (changed timeslot to 19:45 on ngày 19 tháng 5 năm 2008)

##### Thứ hai-thứ sáu 19:45
- Elephant (코끼리; 2008)
- The Secret of Coocoo Island (크크섬의 비밀; 2008)
- Here He Comes (그분이 오신다; 2008-2009)
- Hilarious Housewives (태희 혜교 지현이; 2009)
- High Kick Through the Roof (지붕뚫고 하이킥; 2009-2010)
- Cutie Pie (볼수록 애교만점; 2010)
- All My Love (몽땅내사랑; 2010-2011)
- High Kick: Revenge of the Short Legged (하이킥!: 짧은 다리의 역습; 2011-2012)
- Standby (스탠바이; 2012)
- Mom is Acting Up (엄마가 뭐길래; 2012) (changed timeslot to Monday to Tuesday 8:50 PM on ngày 5 tháng 11 năm 2012)

### Dramas hàng ngày (đêm)=

##### Thứ hai-thứ sáu 20:50
- See and See Again (보고 또 보고; 1998-1999)
- Days of Delight (날마다 행복해; 1999-2000)
- Because of You (당신 때문에; 2000)
- Foolish Princes (온달왕자들; 2000-2001)
- Law of Marriage (결혼의 법칙; 2001)
- Every Day with You (매일 그대와; 2001-2002)
- Miss Mermaid (인어 아가씨; 2002-2003)
- Swan Lake (백조의 호수; 2003)
- Pretty Woman (귀여운 여인; 2003-2004)
- Lotus Flower Fairy (왕꽃 선녀님; 2004-2005)
- Be Strong, Geum-soon! (굳세어라 금순아; 2005)
- The Youth in Bare Feet (맨발의 청춘; 2005-2006)
- Love Can't Wait (사랑은 아무도 못말려; 2006)
- So in Love (얼마나 좋길래; 2006) (đổi khung giờ thành thứ hai đến thứ sáu kể từ 6 tháng 11 năm 2006)

##### Thứ hai-thứ sáu 19:45
- So in Love [ko] (얼마나 좋길래; 2006)
- Bad Woman, Good Woman (나쁜 여자 착한 여자; 2007)
- Opposites Attract (아현동 마님; 2007-2008)

##### Thứ hai-thứ sáu 20:15
- Chunja's Happy Events (춘자네 경사났네; 2008)
- I Love You, Don't Cry (사랑해, 울지마; 2008-2009)
- What's for Dinner? (밥 줘; 2009)
- Enjoy Life (살맛 납니다; 2009-2010)
- Golden Fish (황금물고기; 2010)
- Stormy Lovers (폭풍의 연인; 2010-2011)
- I Trusted Him (남자를 믿었네; 2011)
- The Invincible Daughters-in-Law (불굴의 며느리; 2011)
- The Best Day in My Life (오늘만 같아라; 2011-2012)
- Can't Live Without You (그대없인 못살아; 2012) (đổi khung giờ thành thứ hai đến thứ sáu)

##### Thứ hai-thứ sáu 19:15
- Can't Live Without You (그대없인 못살아; 2012)
- Here Comes Mr. Oh (오자룡이 간다; 2012-2013)
- Princess Aurora (오로라 공주; 2013)
- Shining Romance (빛나는 로맨스; 2013-2014)
- Make a Wish (소원을 말해봐; 2014)
- The Invincible Lady Cha (불굴의 차여사; 2014–15)
- The Great Wives (위대한 조강지처; 2015)
- Dearest Lady (최고의 연인;  2015–16)
- Begin Again (다시 시작해; 2016)
- Happiness Giver (행복을 주는 사람; 2016–17)
- The Return of Fortunate Bok (돌아온 복단지; 2017)
- Enemies from the Past (전생에 웬수들; 2017–2018)
- Secrets and Lies (비밀과 거짓말 2018–2019)
- Blessing of the Sea (용왕님 보우하사; 2019)

##### Lịch sử Opera
- Hur Jun, the Original Story (구암 허준; 2013)
- The King's Daughter, Soo Baek-hyang (제왕의 딸, 수백향; 2013-2014)

##### Drama đặc biệt hàng ngàoi
- Mother's Garden (엄마의 정원; 2014)
- Apgujeong Midnight Sun (압구정 백야; 2014-2015)
- A Daughter Just Like You (딱 너 같은 딸; 2015)
- Beautiful You (아름다운 당신; 2015-2016)
- Working Mom Parenting Daddy (워킹 맘 육아 대디; 2016)
- Golden Pouch (황금주머니; 2016-2017)
- Sisters-in-Law (별별 며느리; 2017)

### Drama đặc biệt
- Splash Splash Love

### Sitcoms
Để biết thêm thông tin xin vùi lòng xem bài viết Wikipedia tiếng Hàn Quốc này: 문화방송 시트콤.
- Hello Franceska (안녕, 프란체스카; 2005-2006)

## Tin tức
- MBC News Today (MBC 뉴스투데이, breakfast newscast)
- 930 MBC News (930 MBC 뉴스, brunch newscast)
- 12 MBC News (12 MBC 뉴스, midday newscast)
- MBC Two O'Clock News Extramar (2시 뉴스 외전, news and talkshow program)
- 5 MBC News (5 MBC 뉴스, afternoon newscast)
- MBC Newsdesk (MBC 뉴스데스크, main evening and flagship newscast since 1970) – the newscast is similar to NOS Journal and CBS News

## Công việc
- MBC 100 Minute Debate (MBC 100분 토론) (multiple-party debate programme)
- News Magazine 2580 (시사매거진 2580)
- PD Note
- News 'WHO'? (2006-)
- MBC Human Theatre (with SS501's Park Jung Min)
- The Real Story Eye (리얼스토리눈) (2014-)

## Show tạp kỹ
- Sunday Night (일밤; 1981–nay)
  - King of Mask Singer (미스터리 음악쇼 복면가왕; 2015–nay)
  - Animals (애니멀즈; 2015)
  - Dad! Where Are We Going? (아빠! 어디가?; 2013–2015)
  - Dunia: Into a New World (두니아 – 처음 만난 세계; 2018)
  - Wizard of Nowhere (오지의 마법사; 2017–2018)
  - Secretly Greatly (은밀하게 위대하게; 2016–2017)
  - Real Men (진짜 사나이; 2013–2016)
- Infinite Challenge (무한도전; 2005–2018)
- Show! Music Core (쇼! 음악중심; 2005–nay)
- Golden Fishery (황금어장; 2006–nay)
  - Radio Star (라디오스타; 2007–nay)
- We Got Married (우리 결혼했어요; 2008–2017)
- Girls' Generation's Horror Movie Factory (소녀시대의 공포영화 제작소; 2009)
- Girls' Generation's Cheer Up! (소녀시대의 힘내라 힘!; 2009)
- Idol Star Athletics Championships (아이돌스타 육상 선수권 대회; 2010–nay)
- I Am a Singer (나는 가수다); 2011–nay)
- Weekly Idol (주간 아이돌; 2011–nay)
- I Live Alone (나 혼자 산다; 2013–nay)
- Dance Battle Korea
- Idol Dance D-Style
- KPop Generation
- Ranking Chart 8
- OST KING
- Live sound landscape picnic
- K-POP Super Collection
- Super Idol
- Duet Song Festival (듀엣가요제; 2016–2017)
- Thinking About My Bias (오빠생각; 2017)
- Omniscient Interfering View (전지적 참견 시점; 2018–nay)
- Unexpected Q (뜻밖의 Q; 2018)
- Those Who Cross the Line (선을 넘는 녀석들; 2018–nay)
- Under Nineteen (언더나인틴; 2018–2019)
- Love Me Actually (ko) (호구의연애; 2019)
- Hangout with Yoo (놀면 뭐하니? 2019–nay)
- Paik Farther Don't Stop The Food! (백파더: 요리를 멈추지 마! 2020~present)

## Chương trình dành cho trẻ em
- Chu Chu Chu
- Pucca (2007–2008, 2018–2019)
- Nalong (2004–2006)
- Nalong 2 (2006–2007)

## Chương trình đặc biệt khác
- Girls' Generation's Christmas Fairy Tale (2011)
- Girls' Generation's Romantic Fantasy (2013)